# Malapterurus beninensis
Malapterurus beninensis es una especie de peces de la familia Malapteruridae en el orden de los Siluriformes.

## Morfología
• Los machos pueden llegar alcanzar los 22,3 cm de longitud total.
- Número de  vértebras: 33-38.[1][2]

## Hábitat
Es un pez de agua dulce.

## Distribución geográfica
Se encuentran en África: desde el río Volta (Ghana) hasta Angola y la República Democrática del Congo, incluyendo Fernando Poo.